# Дженнингс, Эдмунд
Эдмунд Дженнингс  (англ. Edmund Gennings, 1567, Личфилд, Стаффордшир — 10 декабря 1591 или 20 декабря 1591, Грейс-Инн, Лондон) — святой Римско-католической церкви, священник, мученик, казнённый за исповедание своей веры во время Английской Реформации.

## Биография
В 1583 году, в возрасте 16 лет, Эдмунд Дженнингс перешёл в католицизм, после чего сразу же отправился в английский колледж, который располагался в Реймсе, Франция. В 1590 году, окончив обучение в колледже, был рукоположён в сан священника и отправился в Англию, где собирался заниматься подпольной пастырской деятельностью, что было связано со значительными опасностями, так как деятельность Католической Церкви в Англии была запрещена законом и её последователи подвергались гонениям.
7 ноября 1591 года он был арестован вместе с Полидором Пласденом во время служения святой мессы и приговорён к смертной казни, которая была совершена четвертованием 10 декабря 1591 года. Вместе с ним был также казнён через повешение другой католический мученик Свитун Уэллс. Мужественная смерть Эдмунда Дженнингса произвела сильное впечатление на его младшего брата Джона, который впоследствии обратился в католицизм и написал биографию своего старшего брата, которая была опубликована в 1614 году.

## Прославление
25 октября 1970 года Эдмунд Дженнингс был канонизирован римским папой Павлом VI вместе с другими 40 английскими и уэльскими мучениками.
День памяти в Католической церкви — 25 октября.

## Источник
- Encyclopædia Britannica, 15th Edition
- Catholic Encyclopedia, vol. VI, 1913